# НИИТФА
АО «Научно-исследовательский институт технической физики и автоматизации»  (с 1960 по 1989 год — Всесоюзный научно-исследовательский институт радиационной техники (ВНИИРТ) — предприятие Государственной корпорации по атомной энергии «Росатом»; входит в электрофизический блок компании под управлением АО «Наука и инновации».
Располагается в Москве по адресу Варшавское шоссе, д. 46.
Знаменит разработками в области атомной энергетики, промышленности, геологии, сельского хозяйства и медицины. В последние годы предприятие создало целую линейку, необходимых в медицине диагностического оборудования и радиофармпрепаратов.

## Род деятельности института
АО «НИИТФА» разрабатывает и производит:
- аппаратуру для контроля параметров технологических процессов
- методы и аппаратуру для анализа элементного состава вещества
- средства неразрушающего контроля материалов и изделий
- методы и оборудование для осуществления радиационно-технологических процессов
- радионуклидные энергетические установки (генераторы),
- газоразрядные детекторы ионизирующих излучений и аппаратуру с их использованием;
- средства лучевой диагностики и терапии заболеваний человека.

## История
Институт основан 6 октября 1960 года распоряжением Совета Министров СССР. На институт были возложены функции головной организации в области радиационной техники и медицинской рентгенотехники. В задачу института входили разработка, создание и внедрение в народное хозяйство различных методов, приборов, аппаратуры, установок и систем, основанных на использовании эффектов взаимодействия ионизирующих излучений с веществом.
Во ВНИИРТе проводились исследования и разработки изделий и аппаратуры по основным направлениям радиационной техники, в том числе в области:
- преобразования энергии радиоактивного распада в тепловую и электрическую;
- радионуклидных энергетических устройств;
- средств лучевой диагностики и терапии различных заболеваний человека;
- ядерно-физических методов и аппаратуры для получения информации о качественных и количественных параметрах состава и свойств материалов и изделий, контроля и управления технологическими процессами;
- газоразрядных детекторов ионизирующих излучений.

## История имён института
- После аварии на ЧАЭС институтом было принято решение о прекращении работ[каких?] и увольнении рядовых работников[прояснить] . Для снижения влияния радиофобии и для «успокоения» населения окружающих домов, руководством института в 1989 году было принято решение о переименовании Всесоюзного научно-исследовательского института радиационной техники во Всесоюзный научно-исследовательский институт технической физики и автоматизации (ВНИИТФА).
- В 2008 году в связи с акционированием предприятия ФГУП «ВНИИТФА» был преобразован в Открытое акционерное общество «Научно-исследовательский институт технической физики и автоматизации» (ОАО «НИИТФА»).
- В 2014 году, после вхождения в Блок по Управлению Инновациями (БУИ), предприятие носит название АО «Научно-исследовательский институт технической физики и автоматизации».

## Дочерние предприятия
- В 1963 в состав ВНИИРТ были включены ЦНИИ лаборатория Госгортехнадзора, радиационная лаборатория Латвийской ССР, Центральное бюро научно-технической информации по атомной науке и технике и СКБ радиоизотопных приборов Рижского завода «Автоэлектроприбор».
- В конце 1963 на базе отделов института, расположенных в г. Риге, был организован Рижский филиал ВНИИРТ, а в 1966 г. он выделился в самостоятельную организацию — Рижский научно-исследовательский институт радиоизотопного приборостроения (РНИИРП).
- А в 1967 из состава ВНИИРТа выделился Центральный научно-исследовательский институт информации и технико-экономических исследований по атомной науке и технике — ЦНИИАтоминформ.
- В 1989 году часть Саранского завода точных приборов (площадка № 1) вошла в состав ВНИИТФА на правах филиала.

## Организационная структура
- комплекс научно-исследовательских и конструкторских подразделений;
- опытное, серийное производство и технологические службы;
- вспомогательные и обслуживающие подразделения.

## Руководство
- 1961—1975: Мамиконян Сергей Вартанович;
- 1975—1997: Штань Александр Сергеевич;
- 1997—1997: Савицкий Леонид Георгиевич;
- 1997—2009: Кузелев Николай Ревокатович;
- 2009—2011: Мулюков Марат Мусаевич;
- 2011—2018: Колосков Сергей Алексеевич;
- 2018—2021; Ковалев Сергей Николаевич;
- 2021—2022: Обрубов Игорь Михайлович;
- 2022—2023: Степичев Михаил Михайлович;
- 2023—2024: Марков Дмитрий Владимирович.
- 2024—н.в. Чесноков Дмитрий Андреевич

## Награды
- Лауреат Национальной премии в области организации безопасности дорожного движения «Безопасность — дело каждого», за разработку системы «Кондор»[5]